# RN2 (Dschibuti)
Die RN2 ist eine Fernstraße in Dschibuti, die in der gleichnamigen Hauptstadt Dschibuti beginnt und in Loyada an der Grenze zu Somalia endet. Dort verläuft eine nicht nummerierte Straße weiter in Richtung Hargeisa. In Dschibuti ist sie 20 Kilometer lang.